# Capitalismo democrático
El capitalismo democrático es una ideología político-económica que describe al sistema económico político y capitalista como socio  vinculado al sistema político democrático. La propuesta fue formulada en una elaboraciones teóricas de Michael Novak (The Spirit of Democratic Capitalism, El espíritu del capitalismo democrático, 1982) que incluso dando nombre a algunas instituciones. Está basada en el ensamblaje tripartito de
- una economía de mercado basada predominantemente en incentivos económicos a través del mercado libre;
- una política democrática;
- y un sistema moral-cultural liberal que anima el pluralismo.

Como sistema económico acoge una economía de mercado principalmente capitalista, con algunas limitaciones (regulaciones) creadas de acuerdo con el deseo del público o voluntad popular expresada a través del proceso democrático. Uno de los puntos más cuestionados desde el liberalismo económico es la necesidad de regulaciones económicas desde el poder político, y los límites de éstas (si deben limitarse a garantizar el marco jurídico que proporcione seguridad jurídica a los negocios, deben controlar el sistema financiero y sistema monetario o deben ampliarse a un intervencionismo que permita la existencia de empresa pública y planificación económica -a veces denominado quinto poder-), y si estos extremos atentan contra la libre empresa.

## Consenso político y social en Estados Unidos
En Estados Unidos, identificado fuertemente con este sistema político-económico, los dos partidos mayoritarios, el Partido Demócrata y el Partido Republicano suscriben esta filosofía democratic-republican (democrático-republicana; en minúscula -en mayúscula hace referencia al nombre de los partidos, ninguno más democrático o republicano en esencia que el otro-). El término se suele utilizar para contrastar su sistema o modo de vida (el llamado American way of life) y su énfasis en las libertades individuales, con el de las economías socialdemócratas de otros países occidentales, como los de la Unión Europea, Canadá o Japón.
Tanto la mayor parte de los que en Estados Unidos se denominan liberales como los que se denominan conservadores (términos que no coinciden con el uso europeo) apoyan en la práctica el capitalismo democrático en distintas variaciones en el ámbito económico. Su definición no se encuentra muy definida, pues abarca desde el keynesianismo del New Deal de Franklin D. Roosevelt hasta el monetarismo de la Escuela de Chicago, siendo este último el programa económico que impuso el expresidente Ronald Reagan durante su gobierno en los años 1980. También llega a incluirse el denominado libertarismo y todas las ideologías que se reconocen en el amplio concepto de la democracia liberal. Las demás posibles opciones socioeconómicas (desde el corporativismo fascista hasta el comunismo) quedaron restringidas a movimientos marginales y partidos sin representación en el Congreso).

## Uso reciente
Un ejemplo de uso reciente fue el del expresidente de los Estados Unidos, George W. Bush: «El capitalismo democrático es el mejor sistema jamás concebido». Pretendía describir la amenaza al capitalismo ligado a la democracia tanto en su país como en la mayor parte del mundo, en el contexto del dramático discurso (septiembre de 2008) con el que planteaba la necesidad de salvarlo de la crisis financiera de 2008, que planteaba en términos gravísimos. Al poco tiempo el líder comunista y dictador cubano Fidel Castro manifestó que la respuesta a tal capitalismo democrático es el socialismo del siglo XXI aplicado en Venezuela, que calificaba de socialismo democrático.